# 隆吉
隆吉（義大利語：Longi），是意大利西西里大区墨西拿廣域市的一个市镇。总面积42平方公里，人口1596人，人口密度38.0人/平方公里（2009年）。ISTAT代码为083042。